# Dysmachus ornatus
Dysmachus ornatus là một loài ruồi trong họ Asilidae. Dysmachus ornatus được Theodor miêu tả năm 1980. Loài này phân bố ở vùng Cổ Bắc giới và châu Á.